# Eduardo Hay (działacz sportowy)
Eduardo Hay (ur. 19 lutego 1915 w Limie, zm. 5 stycznia 2005), meksykański działacz sportowy, lekarz, członek i członek honorowy Międzynarodowego Komitetu Olimpijskiego (MKOl).
Jego ojciec, także Eduardo, był w latach 1935–1940 ministrem spraw zagranicznych Meksyku i generałem, a wcześniej w latach 1914–1915 ambasadorem w Peru.
Studiował nauki medyczne w Lyonie (Francja). Po powrocie do kraju służył w wojsku. Był uznanym specjalistą w dziedzinie ginekologii, profesorem Uniwersytetu w mieście Meksyk, dyrektorem Szpitala Brytyjsko-Amerykańskiego tamże. 
Uprawiał w młodości szermierkę, zdobywał mistrzostwo Meksyku i Ameryki Środkowej w szpadzie, był członkiem kadry narodowej. Po zakończeniu kariery sportowej był działaczem sportowym. W latach 1950–1955 kierował Meksykańską Federacją Szermierki, następnie (1955-1957) Panamerykańską Federacją Szermierki. Jako wiceprezydent meksykańskiego Narodowego Komitetu Olimpijskiego przekonał działaczy MKOl do przyznania Meksykowi prawa organizacji igrzysk olimpijskich w 1968. W czasie olimpiady był szefem protokołu oraz koordynatorem prac Kongresu Olimpijskiego. Jednocześnie w latach 1965-1972 pełnił funkcję dyrektora Meksykańskiego Centrum Sportów Olimpijskich.
W 1971 został wybrany członkiem MKOl; w latach 1967–1993 brał udział w pracach Komisji Medycznej MKOl (od 1980 jako jej wiceprzewodniczący). W 1991 nadano mu członkostwo honorowe MKOl. Był ponadto członkiem Międzynarodowego Towarzystwa Medycyny Olimpijskiej oraz prezydentem Panamerykańskiej Konfederacji Medycyny Sportowej.